# Marlboros de Sault-Sainte-Marie
Les Marlboros de Sault-Sainte-Marie (Soo de Canadian) sont une ancienne équipe de hockey sur glace ayant joué dans la Ligue internationale de hockey de 1904 à 1907.

## Formation
- Pete Maltman : gardien de but
- Roy Brown : point
- O'Leary : cover
- Billy Taylor : rover
- Corbett : ailier gauche
- Jim McLurg : ailier droit
- Chas Collins : centre